# نظرية الأوتار الصغيرة
نظرية الأوتار الصغيرة (بالإنجليزية: little string theory)‏ في الفيزياء النظرية، تكون عبارة عن نظرية غير-محلية و غير-ثقالية في أبعاد الزمكان الستة التي يمكن الحصول عليها كنظرية فعالة للتغشيات الخماسية الانعزالية NS5-brane في الحد الذي ينفصل فيها الجاذبية. تقترح نظريات الأوتار الصغير بوجود مثنوية-T, كما هو موجود في نظرية الأوتار الكاملة.